# Зюльковский, Василий Афанасьевич
Васи́лий Афана́сьевич Зюльковский (1913—1966) — капитан Советской Армии, участник Великой Отечественной войны, Герой Советского Союза (1945).

## Биография
Василий Зюльковский родился 14 января 1913 года в селе Топалы (ныне — Подольский район Одесской области Украины). Окончил семилетнюю школу, после чего работал трактористом, киномехаником, директором кинотеатра. В 1936—1938 годах проходил службу в Рабоче-крестьянской Красной Армии, окончил военное училище. После увольнения в запас работал заведующим отделом кадров райисполкома. В 1940 году Зюльковский повторно был призван в армию. С начала Великой Отечественной войны — на её фронтах. Принимал участие в боях на Южном, Юго-Западном, Северо-Кавказском, Донском, 2-м и 3-м Украинском фронтах. Участвовал в обороне Одессы, битве за Кавказ, Сталинградской битве, освобождении Украинской и Молдавской ССР, Румынии, Венгрии, Югославии, Австрии. За время войны 8 раз получал ранения, 3 из которых были тяжёлыми. К ноябрю 1944 года гвардии капитан Василий Зюльковский служил в 341-м отдельном сапёрном батальоне 233-й стрелковой дивизии. Отличился во время форсирования Дуная.
В ночь с 5 на 6 ноября 1944 года Зюльковский во главе группы бойцов под вражеским огнём переправился через Дунай в районе города Ватина. Группа Зюльковского успешно произвела разведку и захватила плацдарм на противоположном берегу, выбив противника из занимаемой им траншеи. После подхода передовых частей дивизии Зюльковский вернулся к командованию и доложил результаты разведки, благодаря чему то смогло принять верное решение о переправе. На одной из близлежащих пристаней группа Зюльковского отыскала 7 барж, 3 катера и 45 лодок. Благодаря этому её удалось переправить 2 стрелковых полка, 1 противотанковый дивизион и 1 миномётный полк. Когда 12 ноября погиб командир батальона и получил тяжёлое ранение дивизионный инженер, Зюльковский заменил собой их обоих, обеспечив успешную переправу частей 75-го стрелкового корпуса.
Указом Президиума Верховного Совета СССР от 24 марта 1945 года гвардии капитан Василий Зюльковский был удостоен высокого звания Героя Советского Союза с вручением ордена Ленина и медали «Золотая Звезда» за номером 5453.
В 1946 году Зюльковский был уволен в запас. Проживал в Сочи, затем в Котовске и Балашове, работал в системах общепита этих городов. Скончался 9 июля 1966 года.